# Sex and the City 2
Sex and the City 2 é a sequência do filme de 2008 Sexo e a Cidade (Portugal) / Sex and the City (Brasil), que é baseado na série de TV HBO com o mesmo nome. O trailer completo do filme foi lançado em 8 de abril de 2010.

## Produção

### Desenvolvimento
Após meses de especulações, foi confirmado o elenco da continuação da série para o cinema em fevereiro de 2009.
Todas as quatro estrelas, Sarah Jessica Parker, Cynthia Nixon, Kristin Davis e Kim Cattrall iriam voltar na seqüência, Chris Noth também assinou oficialmente para reprisar o papel de Mr. Big. Foi confirmado que Evan Handler estará retornando como Harry Goldenblatt, John Corbett como Aidan Shaw, David Eigenberg como Steve Brady vai jogar mais uma vez, Willie Garson retornará como Stanford Blatch e Mario Cantone voltará na pele de Anthony Marentino, fazendo com que o elenco original quase completa. Além disso, Michael Patrick King vai escrever e dirigir novamente, enquanto Patricia Field tomará conta de uma das principais características de Sex and the City: o guarda-roupa.

## Filmagens
As filmagens em Nova York haviam sido adiadas para o final de julho como Dubai autoridades se recusaram autorização para filmar no emirado . Como resultado da produção, do segmento do filme será em Marrocos .Os quatro protagonistas e elenco e equipe técnica foram fotografados filmar cenas em Marrocos em Novembro de 2009, onde eles tinham planejado originalmente para filmar por 13 dias, que teve de ser prorrogado de quase seis semanas.
A sequência começou a filmar oficialmente em 1 de Setembro de 2009 e continuou até o final de 2009. Fotos de quatro mulheres líderes filmar cenas em Nova York em conjunto e separadamente surgiram, caracterizando-dia cenas presentes, bem como uma variedade de olhares Acredita-se que flashbacks dos anos anteriores de Carrie, Samantha, Miranda e de amizades de pé-Charlotte. Imagens de Samantha em um vestido de noiva também foram liberados. Além disso, cenas com personagens de destaque, tais como Mr. Big, Magda, Smith, Steve, e os filhos de Miranda e Charlotte foram filmados e fotografados.

## Elenco
Especulava-se que Victoria Beckham iria aparecer na seqüência, depois que ela recusou um convite para o primeiro filme em 2007, porque das Spice Girls Tour, embora este ainda não foi confirmada. Em março de 2010 na aparência Alan Carr: Chatty Man, no entanto, Kim Cattrall balançou a cabeça ao mesmo tempo afirmando que ela não poderia confirmar ou desmentir as especulações, sugerindo que, embora possa ter sido boatos, Beckham, de fato, não apareceu no filme. Penélope Cruz foi relatada para aparecer brevemente como Lydia, um banqueiro. Em setembro de 2009, a cantora americana e atriz Liza Minnelli confirmou para vários meios de comunicação que será exibido em uma participação especial. A cantora e atriz Bette Midler foi fotografada no set, e foi especulado para assumir o papel de mãe de Carrie, que ela negou, dizendo que ela estava no set de apoio à sua filha que estava trabalhando na produção do filme. Miley Cyrus vai ter uma cena em que ela aparece na estreia do novo filme de Smith Jerrod é, usando o mesmo vestido como Samantha. Em 17 de outubro, Oceanup.com postado várias fotos de Miley filmar a cena. John Corbett foi visto em locações no Marrocos, confirmando sua participação no filme especulado como Aidan. Mais recentemente foi confirmada a participação dos recém-chegados Nicole Porter e Joseph Randle como Carrie e Samantha assistentes, respectivamente.
- Sarah Jessica Parker é Carrie Bradshaw
- Kim Cattrall é Samantha Jones
- Kristin Davis é Charlotte York Goldenblatt
- Cynthia Nixon é Miranda Hobbes
- Chris Noth é John James Preston / Mr. Big
- Mario Cantone é Anthony Marantino
- Noah Mills é Nicky Marantino
- John Corbett é Aidan Shaw
- David Eigenberg é Steve Brady
- Evan Handler é Harry Goldenblatt
- Jason Lewis é Jerry "Smith" Jerrod
- Lynn Cohen é Magda
- Max Ryan é Rikard Spirt
- Mariah Carey Ela Mesmo
- Liza Minnelli Ela Mesmo
- Miley Cyrus é ela mesma
- Penélope Cruz é Lydia
- Dhaffer L'Abidine é Mahmud
- Heidi Klum Ela Mesmo
- Omid Djalili é Mr. Safir
- Tuesday Knight é ele Mesmo

## Lançamento
Promoção para o filme começou em dezembro de 2009, quando o funcionário teaser poster foi lançado online, com Carrie em um vestido branco e óculos de ouro, que refletem um cenário de Marrocos, eo slogan "Carrie On", um trocadilho semelhantes de levar o personagem o nome de "Get Carried Away" do primeiro filme. A mesma imagem eo slogan foi usado para o lançamento oficial do Sex and the City 2 site, também lançado em Dezembro de 2009.
O teaser trailer para o filme estreou online em 22 de dezembro de 2009. Em Março de 2010, novas fotos promocionais foram liberadas, predominantemente com cenas da parte marroquina do filme. Também em março, Sarah Jessica Parker, Kristin Davis e Cynthia Nixon foram ShoWest 2010, em Las Vegas para a estreia do trailer de comprimento total e discutir o filme (Kim Cattrall estava em Londres no palco no West End, e irá se juntar ao resto do elenco para a promoção executar o estágio quando termina dia 3 de maio).
O reboque teatral estreou no Entertainment Tonight e online na quinta-feira 8 de abril de 2010 , com atual New York City temáticos hit " Empire State of Mind ", de Jay-Z e Alicia Keys , bem como 2.007 single " Can't Touch It ", da artista australiana Ricki-Lee.

## Sellouts Advance
Os ingressos para a noite de abertura do filme tornou-se disponível em diversos cinemas mundialmente em abril de 2010, dois meses antes do lançamento oficial do filme. Muitas dessas sessões esgotaram em poucas horas e dias de bilhetes de se tornarem disponíveis, levando a alta demanda por exames mais para ir à venda.[16]
Para coincidir com a estreia do segundo filme, muitos cinemas também já agendaram exames do primeiro filme para ser executado antes da exibição do segundo filme (por exemplo, uma seleção de Sex and the City em 06:30 e em seguida a uma análise da Sex and the City 2 , às 9:30), dando aos fãs a oportunidade de ver ambos os filmes um após o outro e virar a noite de abertura em um evento. Os ingressos para sessões do primeiro filme também vendeu rapidamente.

## Recepção
Sex and the City 2 teve recepção geralmente desfavorável por parte da crítica profissional. Com índice de 15% em base de 199 avaliações, o Rotten Tomatoes chegou ao consenso: "Forçando sob uma trama fina esticada até ao limite por um tempo de execução inchado, Sex and the City 2 adiciona uma coda infeliz para a série da HBO de longa duração".

## Trilha sonora
Sex and the City 2 original motion picture soundtrack foi lançado em 25 de Maio de 2010.
1. "Rapture" (Alicia Keys)
2. "Everything to Lose" (Dido)
3. "Language of Love" (Cee-lo Green)
4. "Window Seat" (Erykah Badu)
5. "Kidda" (Natacha Atlas)
6. "Euphrates Dream" (Michael McGregor)
7. "Single Ladies (Put a Ring on It)" (Liza Minnelli)
8. "Can't Touch It" (Ricki-Lee)
9. "Empire State of Mind (Part II) Broken Down" (Alicia Keys)
10. "Love Is Your Color" (Jennifer Hudson and Leona Lewis)
11. "I Am Woman" (Sarah Jessica Parker, Kim Cattrall, Kristin Davis, Cynthia Nixon)
12. "If Ever I Would Leave You" (Sex and the City Men's Choir)
13. "Sunrise, Sunset" (Sex and the City Men's Choir)
14. "Till There Was You" (Sex and the City Men's Choir)
15. "Bewitched, Bothered and Bewildered" (Shayna Steele, Jordan Ballard, Kamilah Marshall)
16. "Ev'ry Time We Say Goodbye" (Liza Minnelli with Billy Stritch)
17. "Divas and Dunes" (Aaron Zigman)